# August Ruhlin
Karl August Ruhlin (i riksdagen kallad Ruhlin i Kopparberg), född 18 oktober 1847 i Lerbäcks församling, Örebro län, död 16 juni 1893 i Marstrand, Göteborgs och Bohus län (folkbokförd i Ljusnarsbergs församling, Örebro län), var en svensk stationsinspektor och politiker.
Ruhlin var ledamot av riksdagens andra kammare vid B-riksdagen 1887, invald i Lindes domsagas valkrets i Örebro län.